# Calany
Calany, nekadašnje timuquanan pleme ili selo konfederacije Utina ili Timucua u središnjoj ili sjevernoj Floridi. Spominje ga francuski hugenotski istraživač Laudonnière (1564) u French. Hist. Col. La., n. s. 243, 1869.
De Bray ga na svojoj mapi (1591) naziva Calanay, i locira na istočnoj pritoci srednjeg toka rijeke St. Johns.